# Kluesbarg

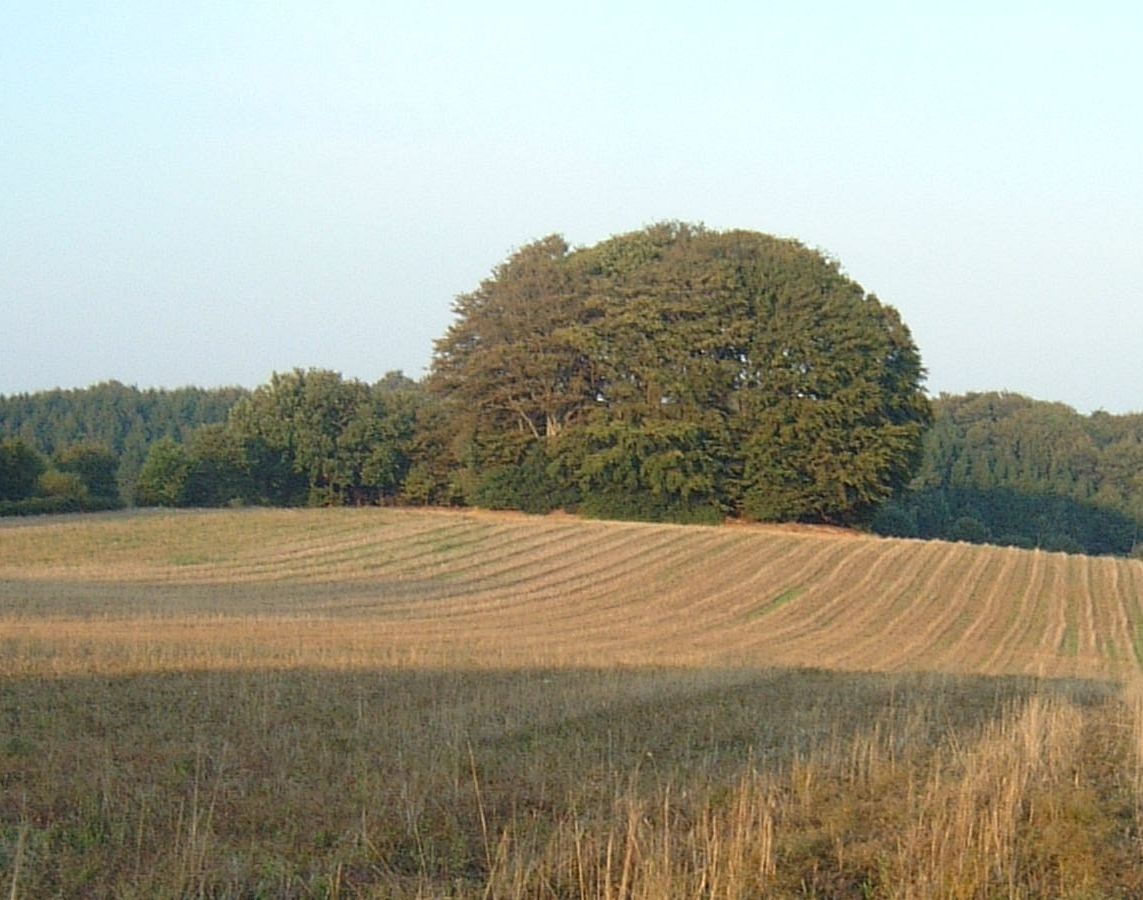
Grabhügel Kluesbarg in Aukrug-Homfeld

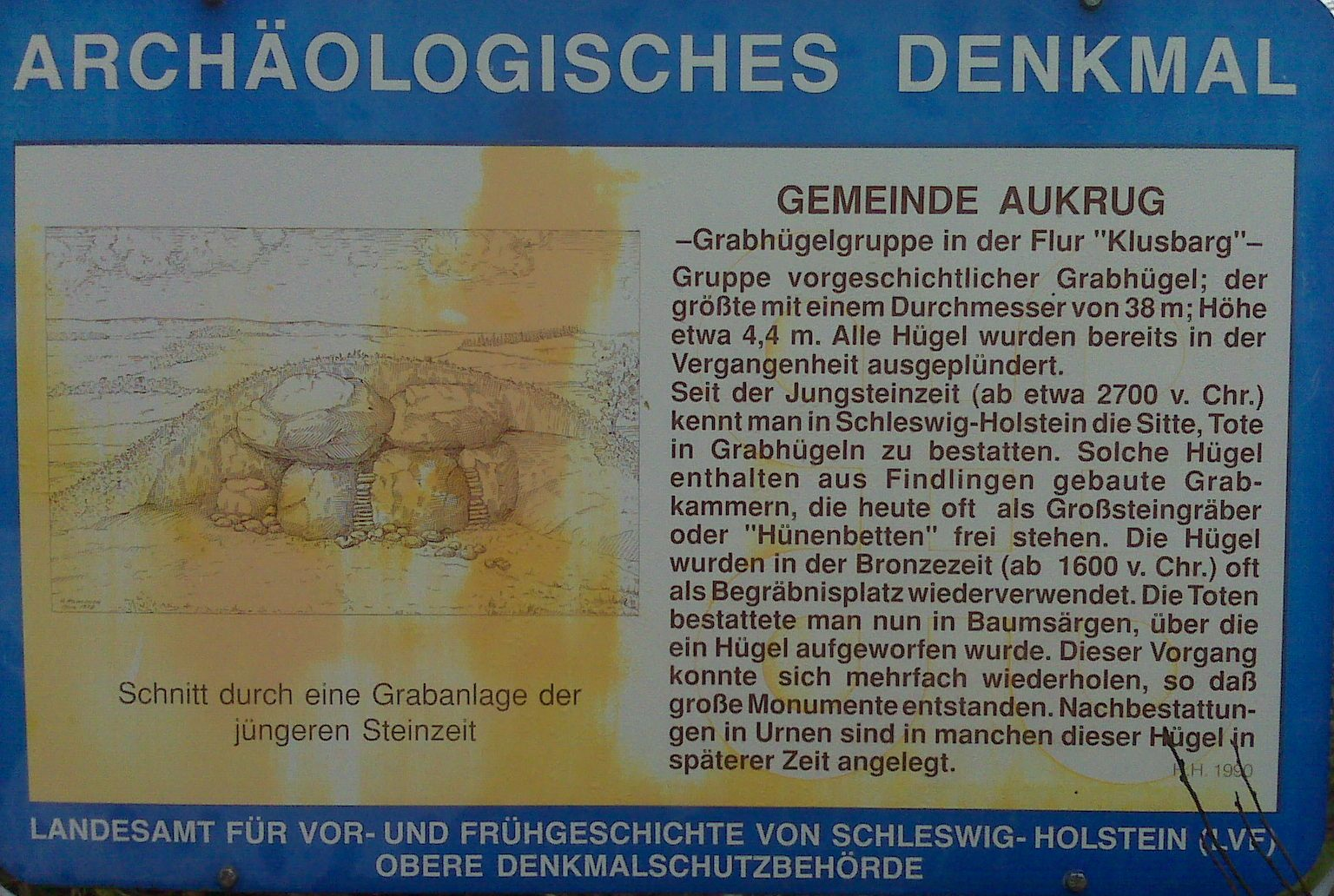
Informationstafel am Grabhügel Kluesbarg

Der Kluesbarg oder Klusbarg ist ein Hügel östlich von Aukrug-Homfeld Kreis Rendsburg-Eckernförde in Schleswig-Holstein, der ein Großsteingrab bedeckt.
Er ist baumbestanden und hat einen Durchmesser von etwa 38 m. Der Erdhügel, der die Grabkammer überdeckt, erreicht eine Höhe von ca. 4,4 m. 200 m südlich vom Kluesbarg befinden sich Reste eines weiteren Grabhügels. Beide sind zugänglich und als archäologisches Denkmal geschützt.